# Chirita adenonema
Chirita adenonema är en tvåhjärtbladig växtart som beskrevs av Olive Mary Hilliard. Chirita adenonema ingår i släktet Chirita och familjen Gesneriaceae. Inga underarter finns listade i Catalogue of Life.